# Filles de la Sagesse
Les Filles de la Sagesse (en latin : Institutum Filiarum a Sapientia) sont une congrégation religieuse féminine enseignante et hospitalière de droit pontifical membre de la famille montfortaine. 

## Histoire
Le 2 février 1703, Louis-Marie Grignion de Montfort (1673-1716) donne l'habit religieux à Marie-Louise Trichet (1684-1759) qu'il a fait entrer à l'hôpital de Poitiers pour servir les pauvres. Elle change son nom en celui de Marie-Louise de Jésus. Catherine Brunet la rejoint en 1713. Le Père de Montfort leur demande en 1715 de quitter Poitiers pour La Rochelle dans le but de s'occuper d'une école de petites filles. Il place la congrégation sous le vocable de la Sagesse du Verbe Incarné.
Il rédige également des constitutions. Il songeait depuis longtemps à leur rédaction. Pour ce faire, il a consulté celle des Sœurs du Sacré-Cœur d’Ernemont, s'est renseigné auprès des Filles de la charité de saint Vincent de Paul sur leur manière de vivre, et a lu les œuvres de saint François de Sales, surtout les avis aux religieuses de la Visitation. Les constitutions sont approuvées le 1er août 1715 par Étienne de Champflour, évêque de La Rochelle. Le 22 août suivant, Marie-Louise et Catherine prononcent leurs vœux et deux postulantes prennent l'habit. 
Le fondateur meurt le 28 avril 1716 à Saint-Laurent-sur-Sèvre, où il est enterré. Son tombeau devient rapidement un pèlerinage. Marie-Louise décide en 1720 d'établir la maison-mère des sœurs dans cette ville. Elle obtient qu'une maison soit disponible pour les missionnaires de la Compagnie de Marie,  pour qu'ils puissent y vivre en dehors des périodes de mission, et qu'un Montfortain devienne directeur spirituel des sœurs. Louis XV accorde les lettres patentes en 1773 qui autorisent civilement la congrégation. 
Lors de la Révolution française, les religieuses sont dispersées et leurs biens confisqués. Plusieurs d'entre elles sont brutalisées, meurent en prison ou sont guillotinées. Les révolutionnaires conservent toutefois, dans les hôpitaux, les religieuses les plus jeunes pour soigner les blessés, comme à l'hôpital maritime de Brest. Elles ne portent pas de costume religieux pour éviter d'attirer l'attention, mais le reprennent à la Toussaint 1800. Jean-François Merlet, préfet de la Vendée de 1801 à 1809, soutient la communauté. Napoléon, qui avait vu leur dévouement pour les blessés, leur rend la maison-mère de Saint-Laurent-sur-Sèvre le 13 août 1805. Par un décret du 23 février 1808, il leur accorde également un don de 30 000 francs et une rente viagère de 12 000 francs. Enfin le décret du 27 février 1811 reconnaît civilement les Filles de la Sagesse.
L'institut reçoit le décret de louange le 20 mai 1825 ; il est définitivement approuvé le 14 novembre 1853 par la congrégation des évêques et des réguliers. Ses constitutions sont reconnues par le Saint-Siège le 10 novembre 1904.

## Fusion
Une congrégation a fusionné avec les Filles de la Sagesse : 
- 1966 : Les Filles du Cœur-Immaculé de Marie fondées le 18 septembre 1835 à Saint-Loup-sur-Aujon (Haute-Marne) par Aspasie Petit (1799-1877) avec l'aide du chanoine Devignon pour l'enseignement des petites filles et le soin des malades. Le fondateur ajoute ensuite un ouvroir et les retraites spirituelles[16]. Il rédige des constitutions religieuses en s'inspirant de celles de la Visitation, des Jésuites et de la règle de saint Augustin. Aspasie Petit est élue supérieure le 21 août 1838 sous le nom de Marie de Jésus[17]. Pierre-Louis Parisis, évêque de Langres, érige canoniquement la congrégation le 8 mai 1840[18]. Le 11 novembre suivant, la fondatrice et 4 compagnes reçoivent l'habit religieux des mains de l'évêque[19]. Elles fusionnent avec les Filles de la Sagesse le 3 avril 1966[20].

## Activité et diffusion
Les Filles de la Sagesse se vouent à l'enseignement et au soin des malades.
Elles sont présentes en: 
- Europe : France, Belgique, Pays-Bas, Grande Bretagne et Irlande, Italie.
- Amérique : Argentine, Canada, Colombie, Équateur, États-Unis, Haïti, Pérou.
- Afrique : République démocratique du Congo, Madagascar, Malawi.
- Asie : Inde, Indonésie, Philippines, Papouasie-Nouvelle-Guinée.

La maison généralice est à Paris et la maison-mère est à Saint-Laurent-sur-Sèvre. 
En 2017, la congrégation comptait 1 350 sœurs dans 191 maisons.